# Island Davaar
Island Davaar är en ö i Storbritannien.   Den ligger i riksdelen Skottland, i den västra delen av landet, 600 km nordväst om huvudstaden London. Arean är 52 kvadratkilometer. 